# Burg Lahr
Die Burg Lahr ist eine kleine Burgruine über der Ortsgemeinde Burglahr im Landkreis Altenkirchen in Rheinland-Pfalz.

## Lage
Die Ruine der einstigen Höhenburg befindet sich über dem Tal der Wied im nördlichen Westerwald. Die Anlage liegt auf einem gut 200 Meter über Normalnull gelegenen bewaldeten Inselberg, der ursprünglich von drei Seiten von der Wied umflossen wurde. Mittlerweile hat sich der Fluss ein neues Bett geschaffen und verläuft südlich der Burg und des Ortes Burglahr. Die Ruine liegt ca. 40 Meter hoch über dem Fluss.

## Geschichte
Das Erbauungsdatum der Burg ist nicht bekannt. Zumindest seit dem 14. Jahrhundert ist die Anlage urkundlich als Kurkölner Lehen in der Hand der Grafen von Isenburg nachgewiesen, sie dürfte aber deutlich älter sein.
Im Jahr 1449 verpfändete der Kölner Erzbischof die Burg an den Grafen Heinrich von Nassau. Auch in den darauf folgenden Jahrhunderten wechselte die Burg noch mehrfach ihren Besitzer. Seit dem 18. Jahrhundert ist die Burg eine Ruine; sie wurde später als Steinbruch benutzt. Erst im 20. Jahrhundert wurden die noch bestehenden Anlagen baulich gesichert.

## Anlage
Der fast 25 Meter hohe runde Bergfried, der 2014/15 voll saniert und restauriert wurde, dominiert die Burgruine. Von den übrigen Teilen der Burganlage sind lediglich Mauerreste, Grundmauern sowie noch erkennbare Überreste der Grabenanlagen erhalten. Die Burg wird nicht bewirtschaftet. Es kann jedoch eine innerhalb der Ruine neu errichtete hölzerne Hütte für Feierlichkeiten angemietet werden.